# Novalena
Genre
Novalena est un genre d'araignées aranéomorphes de la famille des Agelenidae.

## Distribution
Les espèces de ce genre se rencontrent en Amérique du Nord et en Amérique centrale.

## Liste des espèces
Selon World Spider Catalog (version 21.5, 04/10/2020) :
- Novalena ajusco Maya-Morales & Jiménez, 2017
- Novalena alamo Maya-Morales & Jiménez, 2017
- Novalena alvarezi Maya-Morales & Jiménez, 2017
- Novalena annamae (Gertsch & Davis, 1940)
- Novalena approximata (Gertsch & Ivie, 1936)
- Novalena attenuata (F. O. Pickard-Cambridge, 1902)
- Novalena atzimbo Maya-Morales & Jiménez, 2017
- Novalena bipartita (Kraus, 1955)
- Novalena bipunctata Roth, 1967
- Novalena bola Campuzano, Montaño-Moreno & Ibarra-Núñez, 2020
- Novalena bosencheve Maya-Morales & Jiménez, 2017
- Novalena calavera Chamberlin & Ivie, 1942
- Novalena chamberlini Maya-Morales & Jiménez, 2017
- Novalena cieneguilla Maya-Morales & Jiménez, 2017
- Novalena cintalapa Maya-Morales & Jiménez, 2017
- Novalena clara Maya-Morales & Jiménez, 2017
- Novalena comaltepec Maya-Morales & Jiménez, 2017
- Novalena costata (F. O. Pickard-Cambridge, 1902)
- Novalena creel Maya-Morales & Jiménez, 2017
- Novalena dentata Maya-Morales & Jiménez, 2017
- Novalena divisadero Maya-Morales & Jiménez, 2017
- Novalena durango Maya-Morales & Jiménez, 2017
- Novalena franckei Maya-Morales & Jiménez, 2017
- Novalena garnica Maya-Morales & Jiménez, 2017
- Novalena gibarrai Maya-Morales & Jiménez, 2017
- Novalena intermedia (Chamberlin & Gertsch, 1930)
- Novalena irazu Maya-Morales & Jiménez, 2017
- Novalena iviei Maya-Morales & Jiménez, 2017
- Novalena ixtlan Maya-Morales & Jiménez, 2017
- Novalena jiquilpan Maya-Morales & Jiménez, 2017
- Novalena laticava (Kraus, 1955)
- Novalena leonensis Maya-Morales & Jiménez, 2017
- Novalena lutzi (Gertsch, 1933)
- Novalena mayae Campuzano, Montaño-Moreno & Ibarra-Núñez, 2020
- Novalena mexiquensis Maya-Morales & Jiménez, 2017
- Novalena oaxaca Maya-Morales & Jiménez, 2017
- Novalena orizaba (Banks, 1898)
- Novalena padillai Campuzano, Montaño-Moreno & Ibarra-Núñez, 2020
- Novalena paricutin Maya-Morales & Jiménez, 2017
- Novalena perote Maya-Morales & Jiménez, 2017
- Novalena plata Maya-Morales & Jiménez, 2017
- Novalena poncei Maya-Morales & Jiménez, 2017
- Novalena popoca Maya-Morales & Jiménez, 2017
- Novalena prieta Maya-Morales & Jiménez, 2017
- Novalena puebla Maya-Morales & Jiménez, 2017
- Novalena punta Maya-Morales & Jiménez, 2017
- Novalena rothi Maya-Morales & Jiménez, 2017
- Novalena saltoensis Maya-Morales & Jiménez, 2017
- Novalena shlomitae (García-Villafuerte, 2009)
- Novalena simplex (F. O. Pickard-Cambridge, 1902)
- Novalena sinaloa Maya-Morales & Jiménez, 2017
- Novalena tacana Maya-Morales & Jiménez, 2017
- Novalena triunfo Maya-Morales & Jiménez, 2017
- Novalena valdezi Maya-Morales & Jiménez, 2017
- Novalena victoria Maya-Morales & Jiménez, 2017
- Novalena volcanes Maya-Morales & Jiménez, 2017
- Novalena zootaxa Campuzano, Montaño-Moreno & Ibarra-Núñez, 2020

## Publication originale
- Chamberlin & Ivie, 1942 : « Agelenidae of the genera Hololena, Novalena, Rualena and Melpomene. » Annals of the Entomological Society of America, vol. 35, p. 203-241.